# Страуд
Страуд (на английски: Stroud) е град в централната част на област (графство) Глостършър, Югозападна Англия. Той е административен и стопански център и най-голям град в едноименната община Страуд. Населението на града към 2001 година е 32 052 жители.

## География
Страуд е разположен на около 13 километра източно от горната част на големия естуар на река Севърн, която е една от най-големите британски реки. Областният център Глостър се намира на около 12 километра в северно направление, а столицата Лондон отстои на около 165 километра източно от града.
Районът на Страуд е третата по големина, според населението, урбанизирана територия в графство Глостършър, след Глостър и Челтнъм. Според преброяването от 2001 година, населението на самия Страуд е 32 052 жители, въпреки че ако се прибавят жителите на сливащите се с него села Родбъро, Кейнкрос, Уайтсхил, както и други близко разположени селища, общото население надхвърля 47 000.
На около 8 километра западно от Страуд, в направление север-юг, преминава Автомагистрала М5, която свързва агломерациите на Бристъл и Бирмингам.

## Образование
В района на Страуд има 13 училища с еквивалент на начално или основно образование и 2 училища с еквивалент на гимназиално образование. В града има и колеж, предлагащ следгимназиално образование, като междинно ниво преди университет.